# Магомедов, Магомедсалам Шамилович
Магомедсалам Шамилович Магомедов (26 июля 1991, с. Леваши, Левашинский район, Дагестанская АССР, РСФСР, СССР) — российский легкоатлет, специализирующийся на метании диска. Призёр чемпионата России.

## Спортивная карьера
В июне 2013 года в Краснодаре стал чемпионом среди молодежи и ЮФО и СКФО. В конце июня 2013 года в Чебоксарах стал бронзовым призёром на чемпионате России среди молодежи, метнув диск на 54.30 м. В июле 2013 года в Москве на чемпионате России занял 7 место. В январе 2014 года в Краснодаре стал вторым на чемпионате ЮФО и СКФО в помещении, установив новый рекорд Дагестана, бросив диск за 57,04 метра.. В феврале 2014 года в Адлере Магомедсалам Магомедов занял второе место на зимнем чемпионате России по длинным метаниям. В марте 2014 в португальской Лейрии на зимнем Кубке Европы по длинным метаниям метнул диск на 60,89 метра, в своей подгруппе «Б» в этой дисциплине он стал первым, однако в итоговом протоколе соревнований занял 7 место. 7 июля 2014 года ему было присвоено звание мастер спорта России. В конце июля 2014 года в Казани стал бронзовым призёром чемпионата России. В мае 2015 года в Краснодаре стал чемпионом России по легкой атлетике среди ВУЗов. В июле 2015 года, представляя Дагестанский государственный университет, принимал участие на летней Универсиаде в Кванджу (Южная Корея).

## Спортивные достижения
- Первенство ЮФО и СКФО в помещении среди молодежи 2012 — ;
- Второй этап III Всероссийской летней Универсиады ЮФО, СКФО — ;
- Первенство ЮФО и СКФО 2012 — ;
- Чемпионат России среди молодежи 2012 — ;
- Первенство ЮФО и СКФО среди молодежи 2013 — ;
- Первенство России среди молодежи 2013 — ;
- Чемпионат ЮФО и СКФО 2014 в помещении — ;
- Зимний чемпионат России по длинным метаниям 2014 — ;
- Зимний Кубок Европы по метаниям Финал Б 2014 — ;
- Кубок России 2014 — ;
- Чемпионат России по лёгкой атлетике 2014 — ;
- Чемпионат России среди ВУЗов 2015 — ;
- Командный чемпионат России 2015 — ;
- Чемпионат ЮФО и СКФО (длинные метания) 2016 — ;
- Зимний чемпионат России по длинным метаниям 2016 — ;
- Чемпионат ЮФО и СКФО 2016 — ;
- Чемпионат ЮФО и СКФО по длинным метаниям 2017 — ;